# Avenue Jules-Cantini
Pour les articles homonymes, voir Jules Cantini et Cantini.
L'avenue Jules-Cantini est une voie qui traverse les 6e, 8e et 10e arrondissements de Marseille. 

## Situation et accès
Elle va de la place Castellane jusqu'au boulevard Rabatau.

## Origine du nom
La voie honore Jules Cantini (1826-1916) mécène de la ville de Marseille qui lui offrit notamment la fontaine de la place Castellane.

## Historique
Initialement, cette voie s'appelle « boulevard de la Gare du Sud » (gare du Prado). Le boulevard est prolongé jusqu'à la place Castellane par décision  du Conseil Municipal en date du 18 février 1908. 
Elle prend sa dénomination actuelle par décision du conseil municipal en date du 16 novembre 1920 .

## Bâtiments remarquables et lieux de mémoire
L'avenue longe le parc du 26e centenaire.
Au 12-16 se trouve l'antenne départementale de l'Office national des anciens combattants et victimes de guerre.